# Vuurtoren van Point Amour
De vuurtoren van Point Amour (Engels: Point Amour Lighthouse) is een vuurtoren in de Canadese provincie Newfoundland en Labrador. De toren bevindt zich bij Point Amour, een kaap in de Straat van Belle Isle in het uiterste zuiden van de regio Labrador.
Met een hoogte van 33,2 meter is het de hoogste vuurtoren van Atlantisch Canada en de op een na hoogste van heel Canada.

## Geschiedenis
In het midden van de 19e eeuw was de Straat van Belle Isle een belangrijke scheepvaartroute tussen Canada en Europa geworden. Door zijn nauwheid, sterke stromingen en voorkomende ijsbergen is het echter een gevaarlijke route. Daarom werd in 1857 een vuurtoren gebouwd aan Point Amour, een kaap op het smalste punt van de zeestraat. De vuurtoren is de enige provinciale historische site in de regio Labrador.

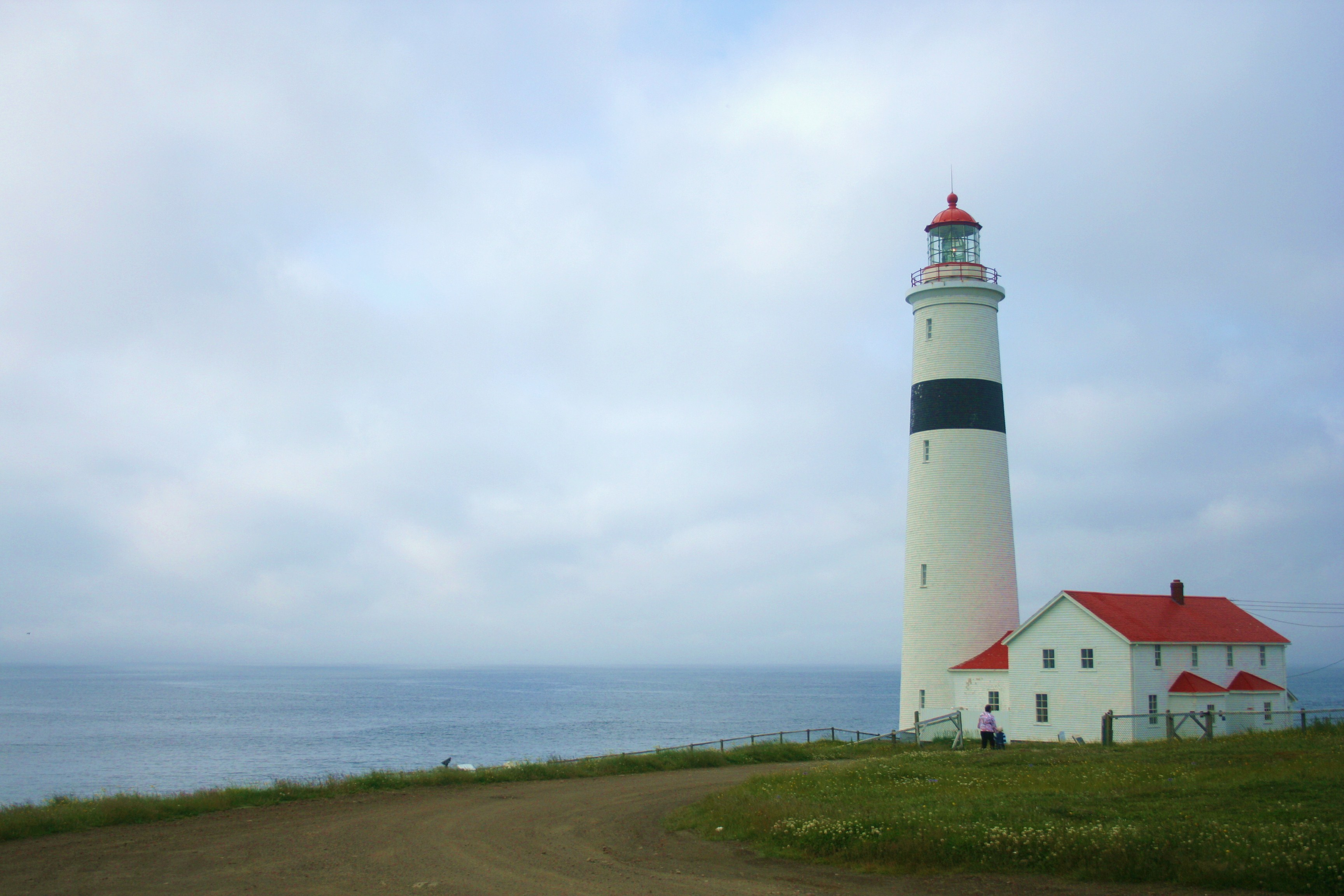
De vuurtoren met zicht op het omliggende landschap
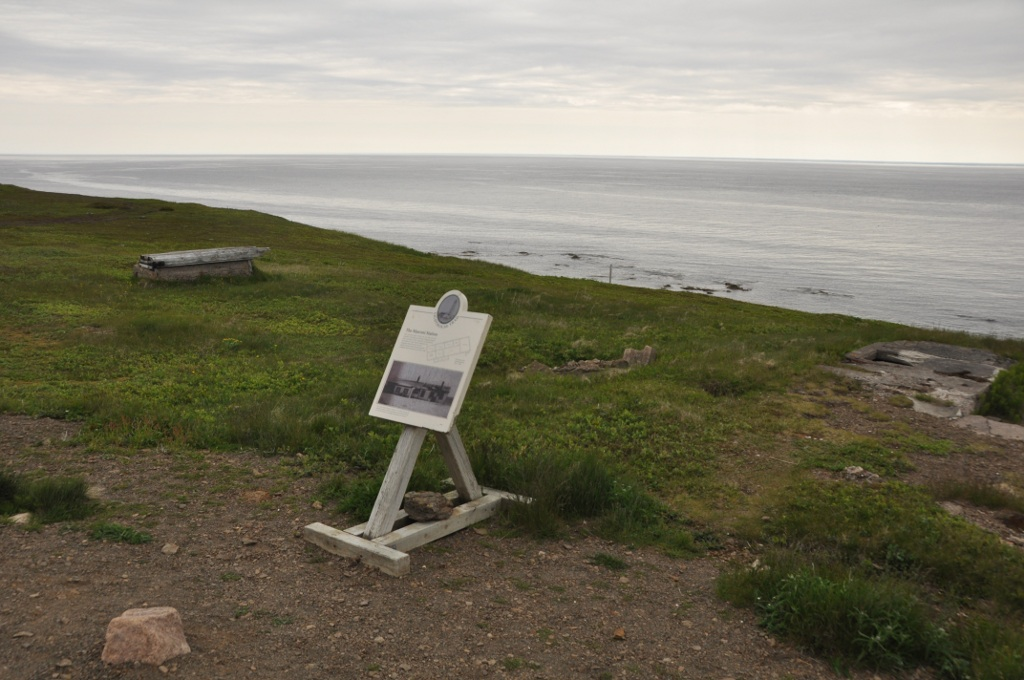
Overblijfselen van een radiotelegrafiestation van de Marconi Company te Point Amour